# بيتونا
بيتونا (بالإيطالية: Bettona)‏ هي بلدية في مقاطعة بيرودجا في إقليم أومبريا في إيطاليا.

## السكان
في سنة 1861 بلغ عدد السكان 2٬759 نسمة، وتطور العدد ليصل في سنة 2011 لـ 4٬302 نسمة.
يظهر هذا المخطط البياني تطور النمو السكاني لـ بيتونا